# Diviaky nad Nitricou
Diviaky nad Nitricou és un poble i municipi d'Eslovàquia que es troba a la regió de Trenčín. La primera menció escrita de la vila es remunta al 1210.

## Demografia
| Godina             | 1994 | 2004   | 2014   | 2024   |
| ------------------ | ---- | ------ | ------ | ------ |
| Nombre de persones | 1763 | 1798   | 1761   | 1760   |
| Diferència         |      | +1,98% | −2,05% | −0,05% |

| Godina             | 2023 | 2024   |
| ------------------ | ---- | ------ |
| Nombre de persones | 1771 | 1760   |
| Diferència         |      | −0,62% |